# Cosmorhoe crepuscularia
Cosmorhoe crepuscularia är en fjärilsart som beskrevs av W. Warren 1897. Cosmorhoe crepuscularia ingår i släktet Cosmorhoe och familjen mätare. Inga underarter finns listade i Catalogue of Life.